# Kerkhof van Mont-Bernanchon
Het Kerkhof van Mont-Bernanchon is een gemeentelijke begraafplaats gelegen in het Franse dorp Mont-Bernanchon (Pas-de-Calais). De begraafplaats ligt in het dorpscentrum rond de Église Saint-Nicaise.

## Britse oorlogsgraven
Op het kerkhof ligt een perk met 68 Britse gesneuvelden uit beide wereldoorlogen. Het perk met het Cross of Sacrifice ligt aan de noordelijke zijde van de kerk.

### Eerste Wereldoorlog
Er liggen 13 slachtoffers uit de Eerste Wereldoorlog begraven waarvan 3 niet geïdentificeerd konden worden. De meesten sneuvelden in april 1918 tijdens het Duitse lenteoffensief bij de verdediging van het Leiefront.

### Tweede Wereldoorlog
Er liggen 55 slachtoffers uit de Tweede Wereldoorlog begraven waarvan 33 niet geïdentificeerd konden worden. Zij sneuvelden tussen 10 mei en 1 juni 1940 tijdens de hevige gevechten voor de verdediging van het kanaal naar La Bassée en de achterhoedegevechten om de terugtrekking van het Britse expeditieleger naar Duinkerke veilig te stellen.
De graven worden onderhouden door de Commonwealth War Graves Commission en zijn daar geregistreerd als Mont-Bernanchon Churchyard.
Net buiten de gemeentegrens, op het grondgebied van Gonnehem, ligt 550 m zuidelijker de Britse oorlogsbegraafplaats Mont-Bernanchon British Cemetery.